# 北约库藏编号
北约库藏编号(英語：NATO Stock Number，簡稱NSN)，在美国亦称National Stock Number。是一个由13位阿拉伯数字组成的编码。制定此号码标准旨在统一所有北约国家以及相关协助国家之后勤补给问题。然而，一些不是北约成员国的国家也使用NSN来管理后勤补给，如日本,澳大利亚和新西兰。自此系统启用以来,每年约有十万笔新的项目。

## 结构
北约库藏编号由13位阿拉伯数字组成.用破折号可以分为四部分:

如美国陆军配合ACH的UCP色护颈垫的NSN号码:8470-01-568-1028

可以粗分为两部分:
1. 8470为NSC号码(NATO Supply Classification Code, NSC 北约补给分类号码)
2. 015681028为NIIN(北约物料标识符)

NSC号码又可以细分为两部分:
1. 84是北约补给大项编号

<如10指武器,11则为核武器,14为导弹,68为化学药品,84则是被服、个人装备或徽饰.我们平常能见到的大部分大项编号都是84.#
1. 70是北约补给分类号

NIIN也可以细分为两部分:
1. 01为国家编撰局号码(NCB),通常是指原产国,也就是说该国最终制造此物品.这一领域的正式名称应为"CC for Country Code"或者NCB（ National Codification Bureaux, NCB,又稱NCB code）,NCB也代表国家编纂局.根据这个编号可以推出本产品原产国:例如美利坚合众国的NCB代号为00或01,英国的NCB代号为99,澳大利亚的NCB代号为66.

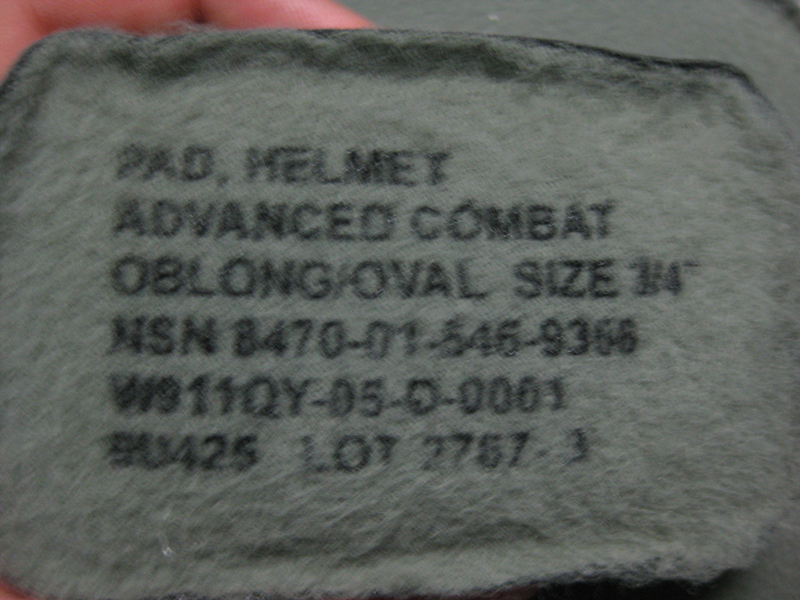
ACH记忆海绵上的NSN标记

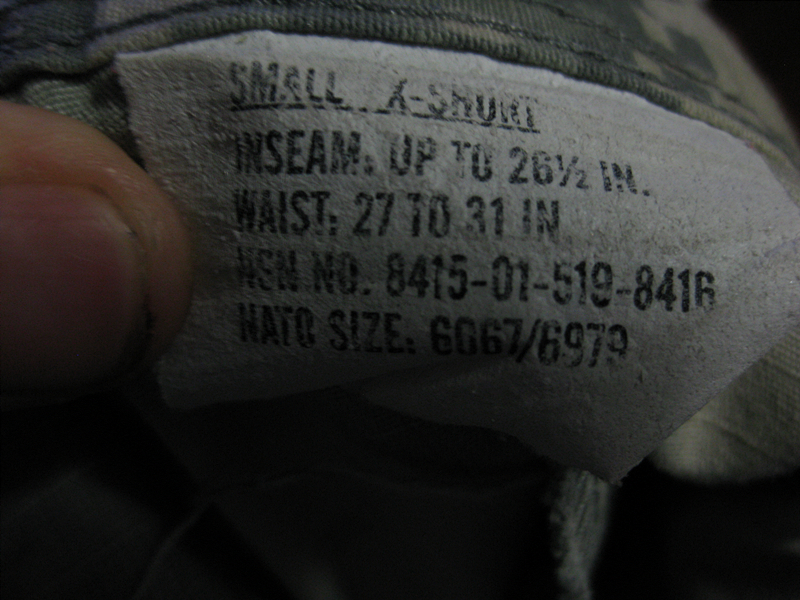
ACU裤子上的NSN

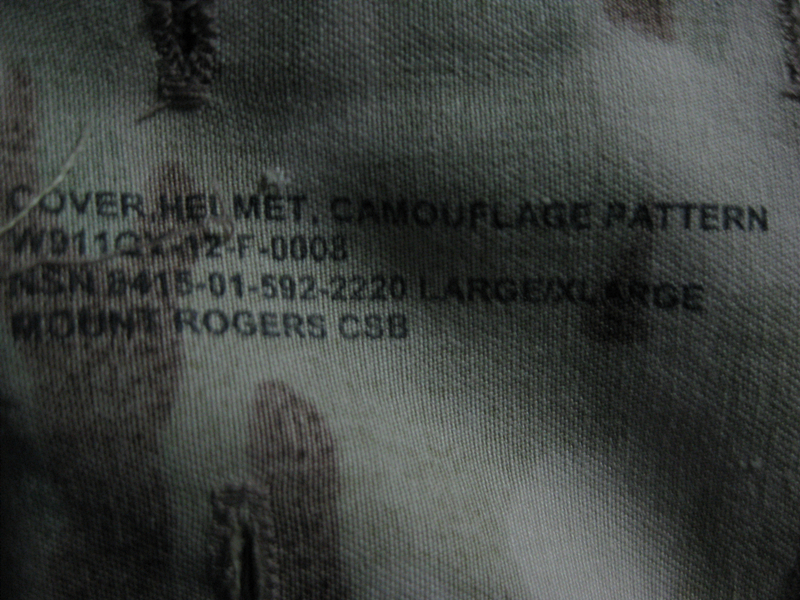
ACH,OCP色盔罩上的NSN

2. 5681028为物件流水号码.

## 历史
NSN是联邦库藏编号的扩展版本.
联邦库藏编号（Federal Supply Classification System FSC）是一个十一位的阿拉伯数字编码.FSN和NSN之间的区别一般来说都是国家编撰局号码.如NSN号码8470-01-568-1028转换为FSN号码就是8470-568-1028.

## 唯一性
虽然理论上每种物品都有独立的NSN。
- 爭議1：两个相同的物件可能是同一个NSN。(举例,六十个UCP色ACU裤子的NSN可能都是一样的,但另一个批次的UCP色陆军作战服可能就不是此NSN了。但是,OCP色的陆军作战服的NSN或MCCUU就一定不是一个NSN。说明相同的物件可能有一个NSN,NSN编号并不是一个物品一个NSN:否则,物件流水号码可就不是7位这么简单了。)
- 爭議2：NSN是辨别军品真伪的方法,但也可以伪造。

## 資料來源
1. ↑  . www.nato.int.   [2021-10-10]. （原始内容存档于2021-09-17）.
2. ↑  Madman老七. . 2011-01-27  [2013-07-19]. （原始内容存档于2016-03-04）.
3. ↑  . www.dla.mil.   [2021-10-10]. （原始内容存档于2021-10-10）.
4. ↑  . www.nsnlookup.com.   [2021-10-10]. （原始内容存档于2022-06-17）.
5. ↑  . www.nsnlookup.com.   [2021-10-10]. （原始内容存档于2020-02-02）.
6. ↑  . www.nsnlookup.com.   [2021-10-10]. （原始内容存档于2020-02-02）.

## 外部鏈接
- YouTube上的Quick Response : Military Surplus and the NSN Number